# Championnats d'Europe de char à voile 1988
Navigation
1987 1989
Les 26e championnats d'Europe de char à voile 1988, organisés par le pays hôte sous l'égide de la fédération internationale du char à voile, se sont déroulés à Borkum en Allemagne,.

## Podiums
| Épreuve  | Or                     | Argent           | Bronze               |
| -------- | ---------------------- | ---------------- | -------------------- |
| Classe 2 | Eric Engelbrecht       | Pascal Demuysere | Serge Asseman        |
| Classe 3 | Bertrand Lambert       | Garreth Rowland  | Xavier Wyckmans      |
| Classe 5 | Jean Philippe Krischer | Olivier Imbert   | Christian Deffrennes |

| Épreuve  | Or               | Argent              | Bronze         |
| -------- | ---------------- | ------------------- | -------------- |
| Classe 5 | Christine Touati | Carole Saint Venant | Haley Thompson |

## Tableau des médailles par nation
| Rang | Nation      | Or | Argent | Bronze | Total |
| ---- | ----------- | -- | ------ | ------ | ----- |
| 1    | France      | 2  | 1      | 1      | 4     |
| 2    | Belgique    | 1  | 1      | 2      | 4     |
| 3    | Royaume-Uni | -  | 1      | -      | 1     |

| Rang | Nation      | Or | Argent | Bronze | Total |
| ---- | ----------- | -- | ------ | ------ | ----- |
| 1    | France      | 1  | 1      | -      | 2     |
| 2    | Royaume-Uni | -  | -      | 1      | 1     |